# 沙伦镇区 (艾奥瓦州约翰逊县)
沙倫鎮區（英語：Sharon Township）是位於美國愛荷華州約翰遜縣的一個行政鎮區。

## 地方資料
根據2010年美國人口普查的數據，沙倫鎮區的面積為93.93平方千米，當中陸地面積為93.91平方千米，而水域面積為0.02平方千米。當地共有人口1291人，而人口密度為每平方千米13.74人。